# Turdetani

Territorio dei Turdetani

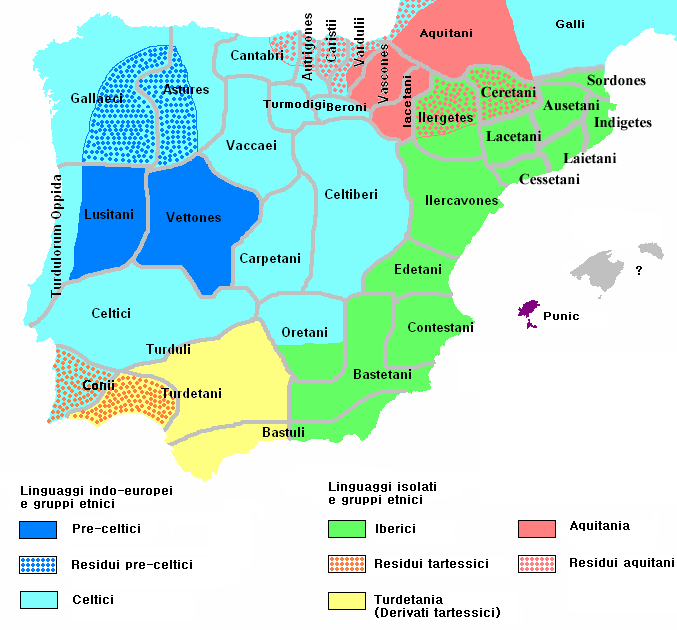
Etnografia dell'Iberia nel 200 A.C.

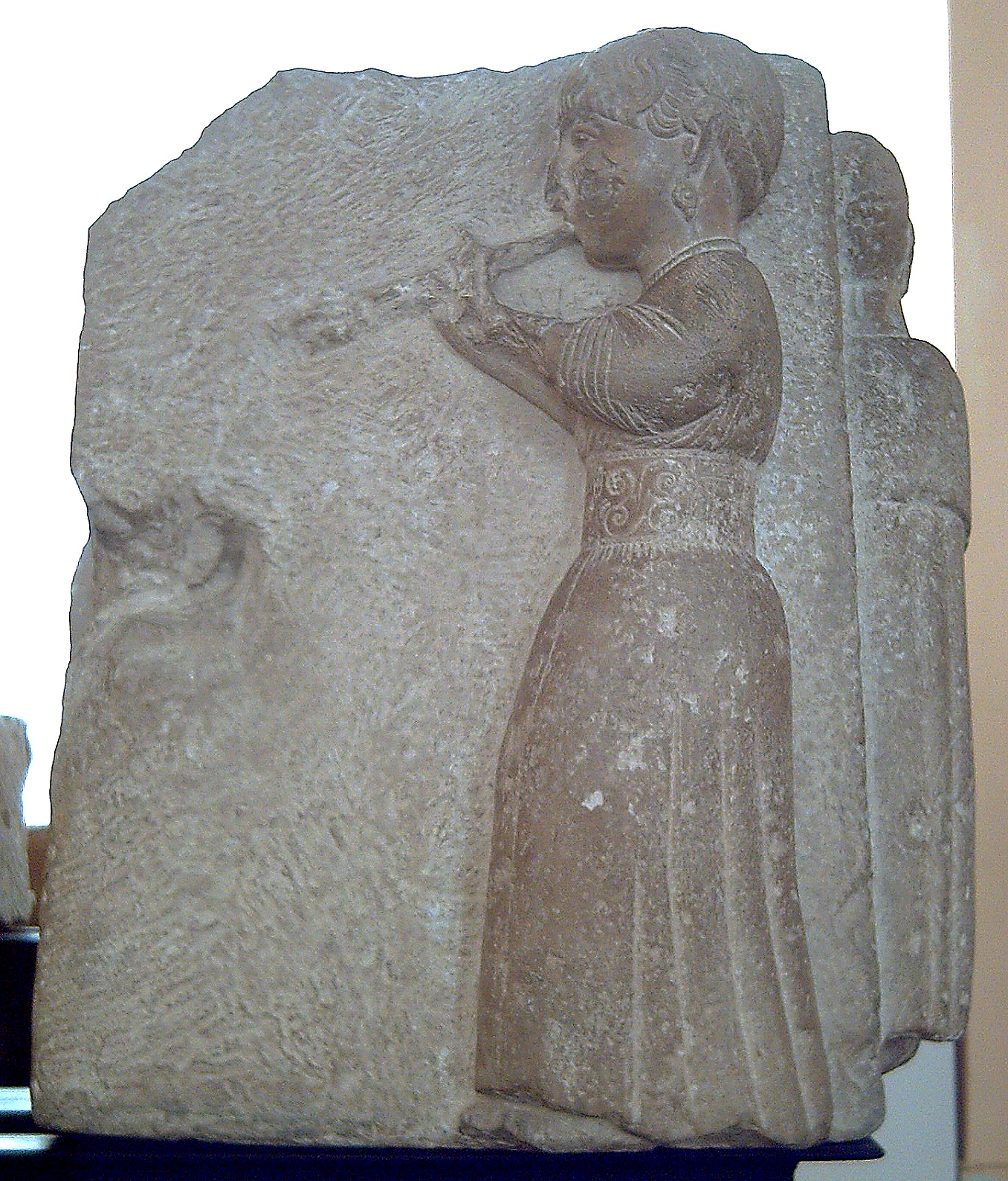
Osuna: Figura femminile

I Turdetani erano un antico popolo pre-romano appartenente alla stirpe degli Iberi, stanziato nella valle del Guadalquivir, nel sud della penisola Iberica all'interno dell'attuale Andalusia. Sono ritenuti i successori del popolo Tartessiano.
I Turdetani furono influenzati dal contatto con la civiltà greca e con quella fenicia, che proprio nel sud della Spagna possedevano alcune colonie.
Erodoto descrive i Turdetani come un popolo civilizzato, con codici scritti di leggi, organizzati in nuclei urbani dominati da un unico monarca.
L'economia del loro popolo era probabilmente incentrata su agricoltura e pastorizia; tuttavia era ampiamente sviluppato l'artigianato e ed altrettanto fiorente era l'industria legata all'estrazione dei minerali preziosi, come l'argento o il rame, abbondanti nei territori circostanti.

## Storia
Tartesso aveva avuto una forte influenza fenicia e greca, che presumibilmente portò alla scomparsa della sua monarchia per mano dei Fenici-Punici come vendetta per il loro sostegno ai Focesi dopo la battaglia di Alalia nel VI secolo a.C.. Da questa scomparsa emerse una nuova civiltà che, discendendo da Tartesso, si adattò alle nuove condizioni geopolitiche del suo tempo.
Perso il legame commerciale e culturale che Tartesso aveva con i Greci, la Turdetania si trovò immersa nell'influenza cartaginese, pur sviluppando una propria evoluzione della cultura precedente, cosicché la popolazione turdetana sapeva di discendere dagli antichi Tartessi e, all'arrivo dei Romani, manteneva ancora i propri segni di identità. Per questo Strabone annota nelle sue cronache che erano considerati i più colti tra gli iberici, poiché conoscevano la scrittura e, secondo le loro tradizioni ancestrali, avevano persino cronache storiche, poemi e leggi in versi che si dice abbiano seimila anni.
Nel 237 a.C., Amilcare Barca sbarcò nell'antica colonia fenicia di Gadir (Cadice) per impossessarsi delle ricchezze minerarie dell'Iberia. Questo, nonostante la tradizione di commercio con i Cartaginesi che esisteva fino ad allora in Turdetania, portò allo scontro aperto tra diverse città della Turdetania, soprattutto quelle dell'interno. I sovrani turdetani si opposero all'avanzata dei cartaginesi punici attraverso la valle del Guadalquivir con l'aiuto di mercenari celtiberi, ma nonostante ciò, Amilcare raggiunse il consenso di poter sfruttare una piccola parte delle aree minerarie della Sierra Morena. Dai testi (anche se parziali) di cronisti classici come Diodoro Siculo, si può dedurre che la forte influenza degli iberici di Cartagena in Turdetania e la strategia di Amilcare impedirono un grande scontro.
D'altra parte, ai re turdentini mancava un'organizzazione complessiva in grado di fronteggiare la potenza militare cartaginese, per cui gli eserciti dei re Istolato e Indortes, la cui resistenza era maggiore, furono rapidamente sconfitti e smantellati o assimilati alle forze degli iberi cartaginesi. Successivamente, i signori della guerra ibero-cartaginesi marciarono verso l'est della penisola per fondare "Akra Leuké", che sarebbe stata la loro prima base operativa permanente nella penisola iberica e che in seguito sarebbe diventata la romana Lucentum.
Dal 197 a.C., quasi tutti i popoli dell'Hispania si erano rivoltati contro la presenza romana e i suoi modi dispotici. Nel 195 a.C., Marco Porcio Catone entrò in Hispania con il suo esercito consolare per reprimere le rivolte. Dopo una campagna trionfale, Catone condusse le sue truppe nella Sierra Morena, dove i Turdetani avevano le loro miniere. Sebbene i Turdetani avessero assoldato mercenari celtiberi per combattere i Romani, i tribuni emissari di Catone convinsero o costrinsero i Celtiberi a ritirarsi nelle loro terre senza combattere. Dopo aver perso l'appoggio militare dei Celtiberi, i Turdetani furono sconfitti a Iliturgi, oggi nota come collina di Máquiz, a Mengíbar (provincia di Jaén).
Questa sconfitta comportò la perdita dei loro possedimenti minerari e costrinse i Turdetani a rimanere nella valle del Guadalquivir. Da parte sua, Catone tornò a nord attraverso la Celtiberia per intimidire i Celtiberi e prevenire future rivolte, anche se dal 193 a.C. in poi le ribellioni sarebbero diventate comuni.

## Cultura e società
Discendenti storici dei Tartessi, avevano una propria personalità all'interno della cultura iberica. Questa era caratterizzata da un tipo di ceramica, dipinta e con decorazioni geometriche, da una scultura animalista che in epoca romana continuò con figure umane. Alcuni degli esempi più rappresentativi si trovano nella necropoli di Osuna. Sebbene vi siano molti scavi in quest'area, questi sono più incentrati sulla ricerca di resti tartassici che su quelli dei Turdetani.
Questi ultimi avevano caratteristiche che li differenziavano dal resto dei popoli iberici. Un'altra differenza fondamentale è rappresentata dalle peculiarità delle loro necropoli e dei loro luoghi di sepoltura. Avevano un segno sillabico-alfabetico che, come il resto delle scritture iberiche, era un adattamento della scrittura tartessiana o sudlusitana, ma non sappiamo ancora nulla della lingua. Le poche testimonianze scritte apparse nell'area turdetana, che utilizzano il sistema di scrittura iberico meridionale, mostrano chiaramente che la lingua non è la stessa di quella tartessiana, ma ha qualche relazione con la lingua degli iberi.
All'arrivo dei Romani erano il popolo più civilizzato della penisola iberica. La loro prospera economia è lodata da Strabone, che afferma che i Turdetani erano i più colti tra gli Iberi.
L'attività mineraria era una delle loro risorse più importanti. Le miniere più importanti sono state trovate a Huelva e, dai manufatti ad esse associati, si ritiene che venissero sfruttate già prima dell'arrivo dei Romani. C'era un'intera industria associata alle miniere, situata dove prima si trovavano le fabbriche tartassiche. Queste fabbriche si trovavano in un triangolo formato dalle attuali Huelva, Cadice e Siviglia. Sono stati ritrovati diversi cumuli di scorie che dimostrano che il sistema minerario non era cambiato in modo significativo da prima dell'arrivo dei Fenici.
Secondo Strabone, l'agricoltura era molto importante e varia. Secondo Varrone, conoscevano l'aratro e la trebbiatrice già prima dell'arrivo di Roma, sotto l'influenza di Cartagine. Coltivavano cereali, olivi e viti. Non c'è un'opinione uniforme sulla loro struttura economica a questo proposito: alcuni storici parlano di concentrazione della terra nelle mani di pochi, altri di dispersione. Altri parlano di un sistema latifondista e di un sistema assenteista di sfruttamento agricolo.

## Religione
È difficile conoscere la religione dei Turdetani. Ci sono pochissime fonti di autori classici e poca documentazione archeologica. Non è ancora stata stabilita una relazione chiara tra gli elementi simbolici presenti sulle loro ceramiche, ad esempio, dove sono raffigurati tutti i tipi di figurazioni ed esseri fantastici, e la loro religione. Esistono divinità della tarda età del bronzo che vengono assimilate alle divinità portate dall'esterno dai Fenici e dai Cartaginesi nelle diverse colonizzazioni: Strabone parla del santuario fenicio dedicato a Melkart-Ercole a Gadir, di un altro dedicato a Tanit e di un oracolo dedicato a Menesteo. In diverse grotte della Sierra Morena è stata rinvenuta un'ampia serie di offerte votive, soprattutto piccole sculture in bronzo. Ciò potrebbe significare l'esistenza di diversi santuari nell'area, poiché si trovano in luoghi elevati ma facilmente accessibili.